# Týnec (Malý Bor)
Týnec je vesnice, část obce Malý Bor v okrese Klatovy v Plzeňském kraji. Nachází se asi 2,5 kilometru jihovýchodně od Malého Boru. Je zde evidováno 66 adres. V roce 2011 zde trvale žilo 163 obyvatel.
Týnec leží v katastrálním území Týnec u Hliněného Újezdu o rozloze 3,89 km².

## Historie
První písemná zmínka o vesnici pochází z roku 1456.

## Obyvatelstvo
| Rok            | 1869 | 1880 | 1890 | 1900 | 1910 | 1921 | 1930 | 1950 | 1961 | 1970 | 1980 | 1991 | 2001 | 2011 | 2021 |
| -------------- | ---- | ---- | ---- | ---- | ---- | ---- | ---- | ---- | ---- | ---- | ---- | ---- | ---- | ---- | ---- |
| Počet obyvatel | 207  | 200  | 220  | 205  | 214  | 232  | 211  | 153  | 168  | 149  | 132  | 139  | 164  | 163  | 150  |
| Počet domů     | 29   | 32   | 35   | 36   | 37   | 38   | 43   | 46   | 46   | 40   | 40   | 46   | 53   | 57   | 56   |

## Obecní správa
Při sčítání lidu v letech 1850–1879 Týnec byl osadou obce Bojanovice v okrese Strakonice. V letech 1880–1960 byl samostatnou obcí, se kterým patřil nejprve do okresu Strakonice, ale v roce 1950 v okrese Horažďovice. V letech 1961–1976 byl částí obce Hliněný Újezd v okrese Klatovy. Od 30. dubna 1976 je částí obce Malý Bor v okrese Klatovy. V letech 1880–1899 k obci patřil Hliněný Újezd.